# Петухов, Александр Прохорович
Александр Прохорович Петухов — советский хозяйственный, государственный и политический деятель, Герой Социалистического Труда.

## Биография
Родился в 1917 году в деревне Пекаличи Рогачёвского уезда Могилёвской губернии. Член КПСС.
С 1932 года — на хозяйственной, общественной и политической работе. В 1932—1979 гг. — полевод, тракторист Паричской машинно-тракторной станции, красноармеец, командир отделения курсантов, участник Великой Отечественной войны, автотехник дивизиона 510-го гаубичного артиллерийского полка Резерва Главного командования, командир паркового взвода 510-го артполка 116-й тяжёлой гаубичной артиллерийской бригады разрушения 3-й артиллерийской дивизии прорыва 7-го артиллерийского корпуса, председатель колхоза «Чирвоная змена» Паричского района Бобруйской области Белорусской ССР.
Указом Президиума Верховного Совета СССР от 3 июля 1951 года присвоено звание Героя Социалистического Труда с вручением ордена Ленина и золотой медали «Серп и Молот».
Умер в агрогородке Щедрин в 1991 году.